# Santa Sofia d'Epiro
Santa Sofia d'Epiro (albanès Shën Sofia) és un municipi italià, dins de la província de Cosenza. L'any 2007 tenia 3.001 habitants. És un dels municipis on viu la comunitat arbëreshë. Limita amb els municipis d'Acri, Bisignano, San Demetrio Corone i Tarsia.

## Administració
| Període | Identitat             | Partit        |
| ------- | --------------------- | ------------- |
| 2006-   | Francesco Sanseverino | Llista cívica |